# Bernstein im Burgenland
Bernstein im Burgenland é um município da Áustria localizado no distrito de Oberwart, no estado de Burgenland.